# アグネス・フォン・クレーフェ

ビアナ公妃アグネスの紋章

アグネス・フォン・クレーフェ（ドイツ語：Agnes von Kleve, 1422年3月24日 - 1448年4月6日）は、クレーフェ公アドルフ1世とマリー・ド・ブルゴーニュ（ブルゴーニュ公フィリップ3世の姉）の間の娘。ビアナ公カルロスの妃。

## 生涯
ナバラ王配フアン（後にアラゴン王フアン2世）は、長男カルロスの結婚相手を探していたが、最終的にブルゴーニュ公フィリップ3世の姪であったアグネスを選んだ。しかし、この選択は政治面および経済面では、良い選択とは言えなかった。クレーフェ公家は裕福ではなく、その財産は全てブルゴーニュ家からもたらされたものであった。クレーフェ公アドルフ1世には3男7女の10人の子女がおり、アグネスはその3番目として1422年に生まれた。
アグネスは船でナバラに到着、ビルバオで上陸し、そこでナバラのマルタ騎士団の団長フアン・デ・ボーモントに出迎えられた。そこからアグネスはエステーリャに向かった。アグネスとカルロスとの結婚式は1439年9月30日にオリテで行われた。同時代の年代記によると、結婚を祝してパーティー、晩餐会やジョストなどが行われたという。
カルロスの母であるナバラ女王ブランカ1世は、この義理の娘をすぐに宮廷の敬虔な生活に導き、サン・サトゥルニーノ教会の聖カタリナの兄弟会の一員とした。この兄弟団には王子や王女も加わっており、聴罪司祭がブランカの王子や王女をウフエに巡礼に連れて行った。しかし一方で、アグネスはナバラの宮廷に、15世紀にその贅沢さやお祭り、気まぐれさで最も有名であったブルゴーニュ宮廷のファッションとセンスをもたらした。1441年のブランカ1世の死後、夫ビアナ公カルロスがナバラ王国の国王代理をつとめていたが、1448年にアグネスが亡くなるまでの間が「ビアナ公カルロスにとって最も幸せな時であり、オリテ王宮が最も活気にあふれていた。パーティーや晩餐会が取るに足らない理由で企画された」という。
アグネスとカルロスの間には子供がいなかった。ただし、カルロスは侍女との間にマリア・デ・アルメンダリスという娘を一人もうけていた。
アグネスは1448年4月6日に26歳で死去した。アグネスの死後、カルロスの再婚話がいくつか持ち上がったが、再婚しないまま1461年にカルロスは死去した。